# Jacinto Alonso Maluenda
Jacinto Alonso Maluenda (València, darreries del segle XVI - ca. 1656) fou un poeta i dramaturg valencià del Barroc, oriünd de Burgos. El 1622 succeí el seu pare com a alcaid de la Casa de les Comèdies coneguda com «l'Olivera». Contemporani i amic de Marc Antoni Ortí i de Pere Jacint Morlà, participà amb aquest i altres poetes valencians de l'època en els nombrosos certàmens parroquials en què es representaven en públic poesies i col·loquis, generalment de crítica jocosa dels costums populars. És autor també de comèdies a l'estil de les de Lope de Vega, anticulteranes i moderadament conceptistes. En valencià només se li coneix una composició en endetxes.

## Obres
- Cozquilla del gusto, València, Silvestre Esparsa, 1629
- Bureo de las musas del Turia, València, Miquel Sorolla, 1631
- Tropezón de la risa, València, Silvestre Esparsa, s.a.